# Kissing Willie
Kissing Willie è una canzone del 1989 dei Jethro Tull, presente nell'album Rock Island, composta da Ian Anderson.
Il titolo significa letteralmente "baciando Willie": Willie è una parola dello slang inglese utilizzata per definire i genitali maschili e il testo descrive appunto un rapporto di sesso orale. Durante la canzone viene spesso ripetuta la frase «My best friend Willie» ("Il mio migliore amico Willie"): è, infatti, abbastanza comune la teoria secondo la quale molti uomini costruiscono un particolare legame con le loro parti intime, legame che Anderson ha deciso di paragonare all'amicizia, non senza un pizzico di malizia.
Nonostante l'argomento trattato il pezzo è, in ogni caso, assolutamente privo di volgarità e, per evitare facili accuse e critiche moralistiche, Anderson lo ha dotato di una doppia via interpretativa: Willie potrebbe anche essere un amico di Anderson e in questo caso il testo farebbe pensare ad una storia d'amore fra Willie e una ragazza non meglio identificata.